# Estirac
Estirac ist eine französische Gemeinde mit 103 Einwohnern (Stand 1. Januar 2022) im Département Hautes-Pyrénées in der Region Okzitanien (vor 2016: Midi-Pyrénées). Die Gemeinde gehört zum Arrondissement Tarbes und zum Kanton Val d’Adour-Rustan-Madiranais.
Die Einwohner werden Estiracais und Estiracaises genannt.

## Geographie
Estirac liegt am Adour, circa 30 Kilometer nördlich von Tarbes in der Région naturelle Rivière-Basse am nordwestlichen Rand des Départements.
Umgeben wird Estirac von den sechs Nachbargemeinden:
| Caussade-Rivière |                                             | Labatut-Rivière |
| Villefranque     | Kompassrose, die auf Nachbargemeinden zeigt | Auriébat        |
| Sombrun          | Maubourguet                                 |                 |

## Einwohnerentwicklung

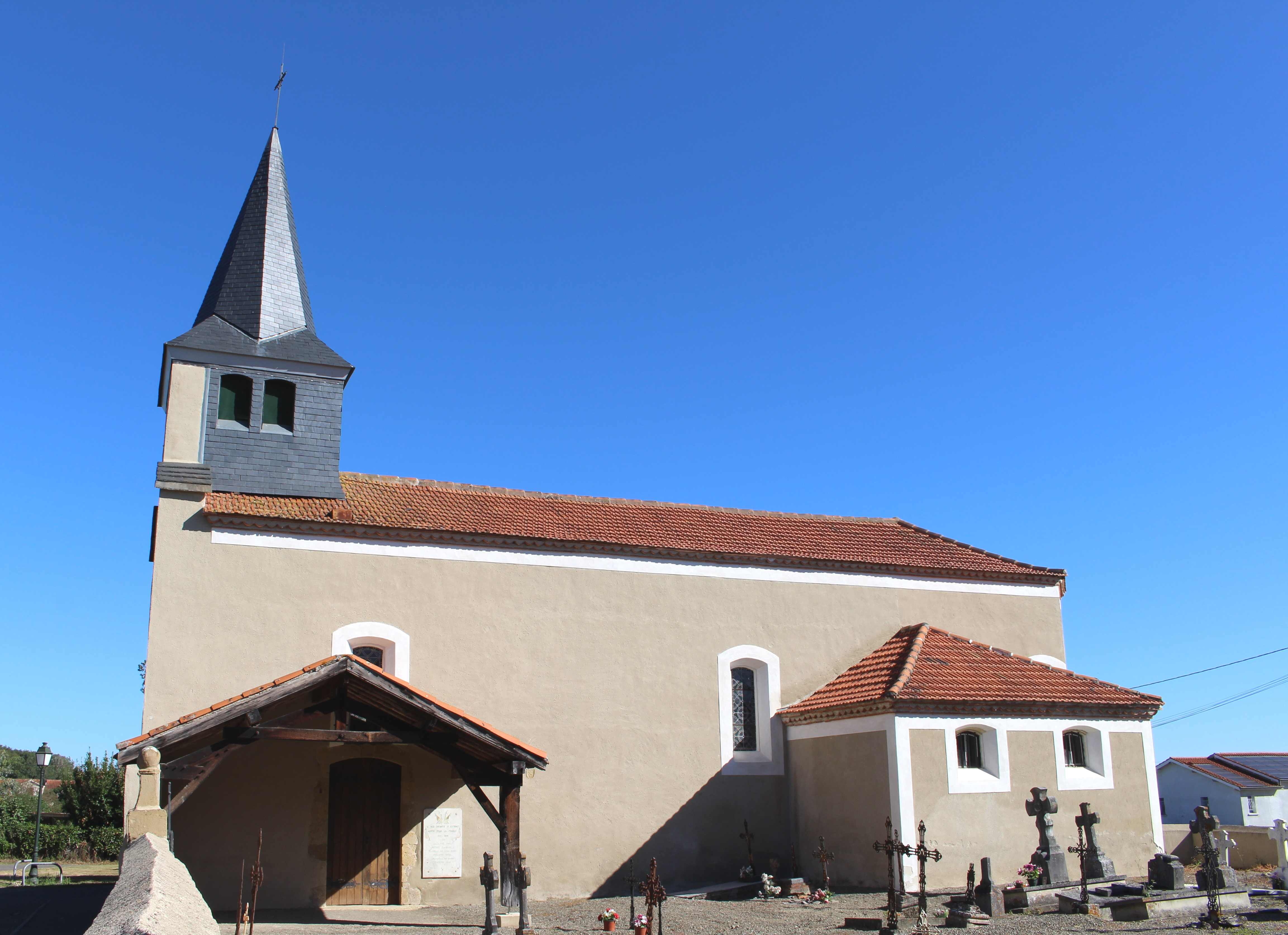
Pfarrkirche Saint-Jean-Baptiste

Nach Beginn der Aufzeichnungen stieg die Einwohnerzahl bis zu Beginn des 19. Jahrhunderts auf einen Höchststand von rund 210. In der Folgezeit sank die Größe der Gemeinde bei kurzen Erholungsphasen bis zu den 1970er Jahren auf einen Tiefststand von rund 85 Einwohnern, bevor eine Phase mit moderatem Wachstum einsetzte, das in jüngster Zeit bereits wieder stagnierte.
| Jahr      | 1962 | 1968 | 1975 | 1982 | 1990 | 1999 | 2006 | 2011 | 2022 |
| --------- | ---- | ---- | ---- | ---- | ---- | ---- | ---- | ---- | ---- |
| Einwohner | 113  | 87   | 84   | 94   | 94   | 101  | 104  | 105  | 103  |

## Sehenswürdigkeiten
- Pfarrkirche Saint-Jean-Baptiste

## Wirtschaft und Infrastruktur

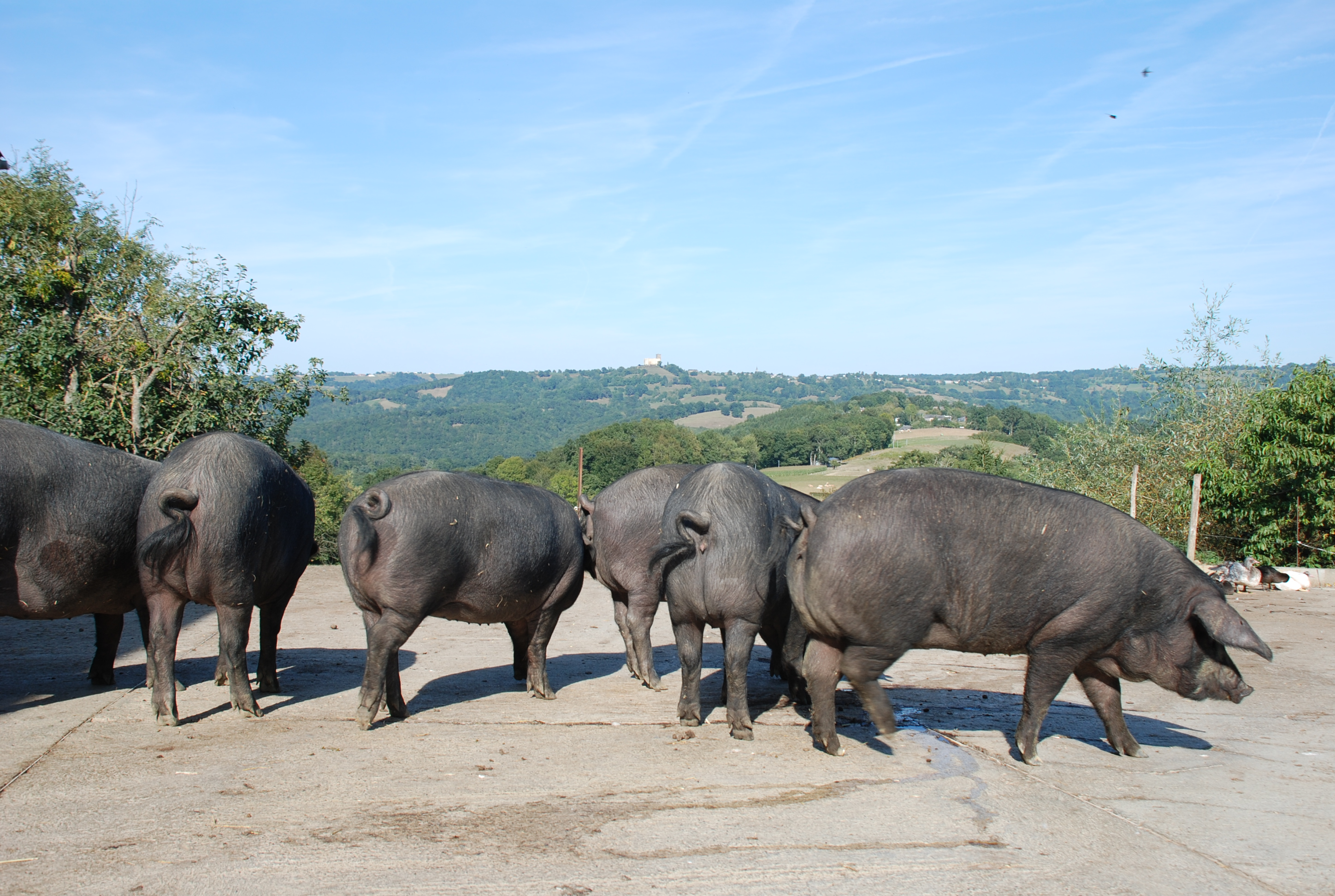
Porcs Noirs de Bigorre

Estirac liegt in den Zonen AOC der Schweinerasse Porc noir de Bigorre und des Schinkens Jambon noir de Bigorre.

### Verkehr
Estirac ist erreichbar über die Routes départementales 8, 59 und 359.